# Amblypodia azenia
Amblypodia azenia är en fjärilsart som beskrevs av William Chapman Hewitson 1863. Amblypodia azenia ingår i släktet Amblypodia och familjen juvelvingar. Inga underarter finns listade i Catalogue of Life.